# مونت تريمبلانت (كيبك)
مونت تريمبلانت، كيبك (بالإنجليزية: Mont-Tremblant)‏ هي مدينة كندية تقع في مقاطعة كيبك. تبلغ مساحة هذه المدينة 234.4025 (كم²)، ويبلغ عدد سكانها 8892 نسمة حسب إحصاء سنة 2006 م، بينما كان يسكنها 8317 نسمة في سنة 2001 م. تحتل هذه المدينة المرتبة رقم 426 بين مدن كندا حسب عدد السكان والمرتبة رقم 105 في المقاطعة. النمو سكاني في هذه المدينة يقدر بـ(6.9).

## أعلام
- أنتوني أليكس
- تشارلز ريد

## وصلات خارجية
- الأطلس الحكومي لكندا
- إحصاءات كندا مع ساعة تعداد السكان